# Bleikeholmen
Bleikeholmen est une île norvégienne dans le landskap Sunnhordland du comté de Vestland. Elle appartient administrativement à Sveio.

## Géographie
Rocheuse et couverte d'une légère végétation, elle s'étend sur environ 56 m de longueur pour une largeur approximative de 28 m. 